# Bruhalnik (arhitektura)
Bruhalnik je čez zidno črto segajoč odtočni žleb, po katerem odteka deževnica s strehe. Že od antike dalje je bil plastično oblikovan. Še posebej imenitni so bili bruhalniki v gotiki. Je izrezljan ali groteskno oblikovan. Arhitekti so pogosto uporabljali različne grimase. Deževnica izteka skozi odprta usta. Grimase so običajno podolgovate fantastične živali, saj dolžina bruhalnika določa, kako daleč bo vodo odlilo od stene. Ko so bili uporabljeni gotski zunanji oporniki, so odtok včasih zarezali v opornik.

## Etimologija
Izraz izvira iz francoske besede gargouille, ki pomeni "požiralnik"; latinsko gurgulio, gula, gargula ("požiralnik" ali "grlo") in podobne besede, ki izhajajo iz korena gar, "pogoltniti", ki ponazarja klokotajoč zvok vode (npr. portugalsko in špansko garganta, "grlo"; gárgola, "gargoyle"). To je povezano tudi s francoskim glagolom gargariser, ki deli latinski koren z glagolom "grgranje" in verjetno oponaša izvor. Italijanska beseda za bruhalnik je doccione ali gronda sporgente (tudi gargolla ali garguglia, ko ima groteskno obliko); arhitekturno natančen izraz, ki pomeni "izbuljen žleb".
Za skulpturo, ki ni zgrajena kot odvod vode in se uporablja samo kot okras ali ima umetniško vlogo, je pravilen izraz groteska, himera ali sklepnik. Tako kot sklepniki in himere naj bi grimase prestrašile zle ali škodljive duhove in zaščitile pred njimi tiste, ki jih varujejo, kot so cerkve.

## Legenda o Gargouilleu
Francoska legenda, ki je zrasla okoli imena sv. Romana (631–641), nekdanjega kanclerja Merovinškega kralja Klotarja II., ki je bil postavljen za škofa v Rouenu, pripoveduje, kako se je podal po državi okoli Rouena s pošastjo, imenovano Gargouille ali Goji. To so bili zmaji z netopirjevimi krili, dolgim vratom in sposobnostjo, da bruhajo ogenj iz ust. Je več različic zgodbe, da je sv. Roman umiril bitje z razpelom ali ga razburil s pomočjo edinega prostovoljca, ki je obsodil človeka. V vsakem primeru se je pošast vrnila v Rouen in ga požgala, vendar njegova glava in vrat nista zgorela zaradi bruhanja ognja. Glava je bila nato nameščena na stene novozgrajene cerkve, da bi prestrašila zle duhove. V spomin na sv. Romana so nadškofje Rouenu podelili pravico, da osvobodi zapornika na dan relikviarija svetnika v procesiji.

## Zgodovina
Izraz bruhalnik se najpogosteje uporablja za srednjeveškega dela, vendar so imeli v vseh obdobjih elemente za preusmeritev vode, ko še niso poznali žlebov v sodobnem pomenu. V antični egiptovski arhitekturi so bruhalniki kazali malo različic, običajno so bili v obliki levje glave.  Podobne levjim ustom so opazili tudi na grških templjih, izklesanih iz marmorja ali izdelanih kot sima gejzona iz terakote.  Odličen primer za to je 39 preostalih levov – bruhalnikov na Zevsovem templju v Olimpiji. Prvotno sta bila 102, vendar so zaradi velike teže (bili so izdelani iz marmorja) mnogi odpadli in jih je bilo treba zamenjati. 
Veliko srednjeveških stolnic in cerkva ima bruhalnike. Najbolj znani so na Notre Dame v Parizu. Čeprav ima večina groteskno obliko, izraz bruhalnik vključuje vse vrste likov. Nekatere grimase so upodobljene kot menihi ali kombinacija resničnih živali in ljudi, od katerih so mnoge smešne. Nenavadne mešanice živali ali himere se pravilneje imenujejo groteske. Uporabljene so kot okrasje, vendar so zdaj sinonim za bruhalnike.
Vsi, okrašeni in neokrašeni, štrlijo iz strehe na nivoju parapeta, kjer se je deževnica iz zgradb zbirala do zgodnjega 18. stoletja. Od takrat je vse več stavb odvajalo vodo s streh prek žlebov na tla in vse manj stavb je uporabljajo bruhalnike. Nekateri ljudje so menili, da so zastrašujoči, velikokrat pa so odpadli, kar je povzročilo škodo. Že leta 1724 je Parlament Velike Britanije sprejel predpis o obvezni uporabi odtočnih cevi za vse nove gradnje. 

## Bruhalniki in katoliška cerkev
Sprva so bruhalnike uporabljali za predstavitev zla. V 12. stoletju je bil sv. Bernard iz Clairvauxa znan po govorih proti grimasam:
Kaj te fantastične pošasti počnejo v samostanih pred očmi bratov? Kakšen je pomen teh nečistih opic, teh čudnih divjih levov in pošasti? Za kakšen namen so tu ta bitja, polzver, polčlovek ali tigri? Vidim, da je več teles z eno glavo in več glav z enim telesom. Tu je četveronožec s kačjo glavo, ribe s četveronožčevo glavo, nato pa spet polkonj, polkozel ... Če ne bomo zardevali zaradi takih absurdov, bi morali vsaj obžalovati, kar smo porabili zanje.
Lester Burbank Bridaham je v Gargoyles, Chimeres and the Grotesque in French Gothic Sculpture zapisal, da  "je veliko simbolike v kiparstvu gotike, vendar pa moramo biti previdni pri branju smisla". 

## Živali bruhalniki
Stari Egipčani, Grki, Etruščani in Rimljani so uporabljali vodne bruhalnike živalskih oblik.  V 12. stoletju, ko so se v Evropi pojavile grimase, je bila Rimskokatoliška cerkev vedno močnejša in pridobila veliko novih vernikov. Večina prebivalstva v tem času je bila nepismena in zato so bile podobe zelo pomembne kot ideje. Mnoge zgodnje grimase so upodabljale različico zmaja, zlasti v Franciji. Poleg tega da so se uporabljale za odtoke za vodo, so njihova zevajoča usta vzbujala strahovito uničevalnost teh legendarnih zveri in cerkev naj bi laike zaščitila pred njimi. 
Človekove lastnosti so včasih pripisovali posebnim živalim, to pomeni, da so bile živali antropomorfne. To je bilo še posebej pogosto pri poganih in z uporabo teh zamisli so jih spreobračali v katolicizem. Nekatere živali (kot sta nosorog in povodni konj) niso bile znane v srednjem veku v zahodni Evropi, tako da so grimase teh vrst sodobne in zato niso imele simbolnega pomena v srednjem veku. 